# شاه عزیز رحمان
شاه عزیز رحمان (بنگالی: শাহ আজিজুর রহমান؛ ۲۳ نوامبر ۱۹۲۵ – ۱ سپتامبر ۱۹۸۹) سیاست‌مدار اهل بنگلادش بود. وی از ۱۵ آوریل ۱۹۷۹ تا ۲۴ آوریل ۱۹۸۲ نخست‌وزیر بنگلادش بود.
شاه عزیز رحمان در ۱ سپتامبر ۱۹۸۹، در سن ۶۳ سالگی درگذشت.